# Carlo Giuseppe Filippa della Martiniana
Carlo Giuseppe Filippa della Martiniana (francisé en Charles-Joseph Filippa), né le 19 juillet 1724 à Turin et mort le 7 décembre 1802 à Verceil, est un cardinal italien du XVIIIe siècle.

## Biographie

### Origines
Carlo Giuseppe Filippa della Martiniana naît le 19 juillet 1724, à Turin, capitale du Piémont et du royaume de Sardaigne.

### Carrière ecclésiastique
Carlo Giuseppe Filippa, comte de Martiniana, est abbé.
Après une année de vacance du siège de Saint-Jean-de-Maurienne, l'abbé Filippa della Martiniana est nommé évêque de Maurienne le 25 mai 1757, confirmé par le pape Benoît XIV et consacré par Carlo Vittorio Amedeo delle Lanze, le 7 août. Selon la tradition en Savoie, depuis le XVe siècle, il est nommé par le roi Charles-Emmanuel III. Son sacrement se fait rapidement, puisque le 21 août, il fait prendre son siège par le vicaire général capitulaire, Ennemond Vernaz, et prêter serment. Il fait son entrée le 11 septembre.
Il fait construire un autel et un tabernacle, dans la chapelle Saint-Anne (devenue celle du Sacré-Cœur), afin d'accueillir le Saint-Sacrement, qui se trouvait près du Grand Autel. Il vend les bâtiments de l'ancien grand séminaire et le transfère dans la maison dite « La Cour du Pont » ou « Dupont » (devenu l'hôpital), pour que les élèves aient un meilleur confort. Il fait restaurer l'évêché (façade, escalier, galerie), qui avait déjà fait l'attention en 1614 de Philibert Milliet,. Il fait déplacer le cimetière au(x) Clapey(s). Il est aussi à l'origine de l'ouverture d'une filature dans la ville épiscopale.
Selon Angley, face à la limitation de son pouvoir sur la vallée de Maurienne, « Après de mûres réflexions et de l'avis du Chapitre, il proposa au roi Charles-Emmanuel de lui céder tous ses droits sur ces paroisses et la ville de Saint-Jean elle-même, moyennant une indemnité ». Il obtient une pension de 2 000 livres et l'inféodation d'Aiguebelle et de ses environs,. Le 17 février 1768, il reçoit par ailleurs le titre honorifique de « Prince d'Aiguebelle », créé par Charles-Emmanuel III, perdant ainsi le titre de « Prince de Maurienne »,.
Le pape Pie VI le crée, à la suite de l'intervention du Charles-Emmanuel III, cardinal lors du consistoire du 1er juin 1778. Il est désigné pour être transféré à l' évêché de Verceil le 21 avril 1779. Il quitte l'évêché de Maurienne le 2 juillet. Il participe au conclave de 1799-1800 à Venise, lors duquel Pie VII est élu pape. 
Lorsque les troupes révolutionnaires envahissent le duché de Savoie, en 1792, une partie du clergé de Maurienne se réfugie à Verceil, auprès de l'ancien évêque.
Après la rencontre qu'il eut avec Napoléon en 1800, la France change sa politique envers le Saint-Siège, ce qui aboutit au concordat de 1801. Il avait été pressenti pour conclure le Concordat.
Carlo Giuseppe Filippa della Martiniana meurt le 7 décembre 1802, à Verceil.

## Succession apostolique
Carlo Giuseppe Filippa della Martiniana a ordonné les évêques suivants :
- Évêque Charles-Joseph Compans de Brichanteau (1780)
- Archevêque Luigi Cusani di Saliano (1784)
- Évêque Gaetano Maria Mantegazza, B. (1786)

## Sceau
Son sceau est de forme ovale et il est « échiqueté d'or et de sable dans un cartouche surmonté d'une couronne ducale, de la mitre et de la crosse passées en sautoir, avec une épée dont la garde apparaît au bas du cartouche à senestre », associé à un chapeau et houppes d'archevêque.